# Confederación Nacional de Organizaciones Populares
La Confederación Nacional de Organizaciones Populares (CNOP) es el sector popular del Partido Revolucionario Institucional. Fue fundado en 1943.

## Historia
El 28 de febrero de 1943 fue creada como la Comisión Organizadora del Sector Popular, misma que hizo los preparativos de la Asamblea Constitutiva de la Confederación Nacional de Organizaciones Populares.
El 26 de febrero de 1943 en Guadalajara, Jalisco por Ernesto Gallardo y Juan Gil Preciado con 320 delegados numerarios y 80 delegados fraternales se iniciaron en los trabajos para conformación de la Confederación Nacional de Organizaciones Populares, siendo los mismos que terminaron con la proclamación de la fundación de la CNOP dos días después el 28 de febrero de 1943. 
Su secretaria general actualmente es la diputada federal Fuensanta Guerrero desde 2025.